# ملک حافظ کرت
ملک حافظ کرت یکی از فرمانروایان برجستهٔ سلسلهٔ آل_کرت در هرات بود که در دورهٔ ایلخانان مغول در قرن هشتم هجری (چهاردهم میلادی) زندگی می‌کرد.  او در تاریخ‌نگاری اسلامی به دلیل خط خوش و شخصیت زیبایش برجسته‌اش شناخته می‌شود. 

## تولد
ملک حافظ کرت در اواخر قرن هفتم هجری در هرات متولد شد.  او در خانواده‌ای علمی و فرهنگی پرورش یافت و از کودکی به تحصیل علوم دینی و ادبیات علاقه‌مند بود.  در دوران جوانی، به دلیل استعداد و ذوق هنری‌اش، به "حافظ دوم" مشهور شد.

## تحصیلات
او در جوانی به بغداد رفت و در مدارس علمی آن زمان به تحصیل علوم دینی، فقه، حدیث و تفسیر قرآن پرداخت.  اساتید برجسته‌ای  در تربیت علمی او نقش داشتند.  همچنین، در کنار تحصیلات دینی، به آموزش فنون نظامی و استراتژی‌های جنگی نیز اهتمام داشت. 

## به سلطنت رسیدن
بعد از یک سال سلطنت ملک شمس الدین دوم علیه او شورش کرد و با جمع کردن نظامیان او ار از سلطنت برکنار کرده خودش تاج را بر خود نهاد 

## مرگ و سقوط
در سال ۷۳۲ سلطان معزالدین_حسین به سوی هرات لشکرکشی کرد و سر انجام بعد سه سال نزاع بر سر جانشینی توانست دولت را تحت کنترل بیگیرد ملک حافظ هم  دیری نگشت که بعد از سقوط اش در گذشت و سال در گذشتش دقیقا معلوم نیست